# 西福寺 (京都市東山区)
西福寺（さいふくじ）は、京都市東山区轆轤町にある浄土宗の寺院。山号は桂光山。本尊は阿弥陀如来。正式には桂光山敬信院という。境内に鎮座する「子育地蔵」は子供の健康や病気平癒に効くとされている。轆轤町界隈にある「六道の辻」は古くは鳥辺野の入口に当たり、葬送地に送られる亡骸の無常所とされていた。周辺にはかつて6つの仏堂があったが、現在も西福寺のほか、六波羅蜜寺と六道珍皇寺が残っている。

## 歴史
平安時代の貞観年間（859年 - 876年）に、空海が自作の土仏地蔵尊を、「六道の辻」に建立した地蔵堂に祀ったのが当寺の始まりであるとする。
慶長8年（1603年）、関ヶ原の戦い後に処刑された安国寺恵瓊の菩提を弔うため、毛利家家臣の井上安芸守が蓮性和尚を開山として招き、地蔵堂の周りに新たに堂宇を建立して寺院化し、寺名を桂光山敬信院と改めた。しかし、この後衰微してしまい延宝6年（1678年）に念故が復興させた。
享保12年（1727年）に関白二条綱平が父の九条兼晴の菩提を弔うために再興し、名称を西福寺に改めた。
鳥辺野の入り口はあの世とこの世の境と云われており、その一帯で、盂蘭盆に先立って六道詣りが行われている。その時期にあわせ、寺が所有する熊野観心十戒図を用いた住職による地獄絵絵解き（熊野観心十界図 地獄絵絵解き）が行われていたものの、住職遷化後は一旦行われなくなった。2006年（平成18年）以降、関本徹生（京都造形芸術大学教授）の依頼により、西山克（関西学院大学教授）の協力の下、絵解きが復活した。以後、京都造形芸術大学 学生プロジェクトが絵解きを主催している。絵解きの背景音にはクラリネットやヴァイオリンが使用されている。
当寺の山門の向かいでは名物の幽霊子育飴が売られている。

## 境内
- 本堂
- 庫裏
- 不動堂
- 地蔵堂 - 当寺の始まりとなる堂。子育地蔵を祀る。空海が鳥辺野の無常所の入口にあたるこの地に地蔵堂を建て、自作の土仏地蔵尊を祀ったとされている。嵯峨天皇の皇后橘嘉智子（檀林皇后）はこの地蔵堂にしばしば参詣し、空海に帰依するようになったという。皇后がここで病気がちの正良親王（後の仁明天皇）の病気平癒の祈願をしたことから、この地蔵尊は以後、「子育地蔵」と呼ばれるようになったという[1]。
- 山門

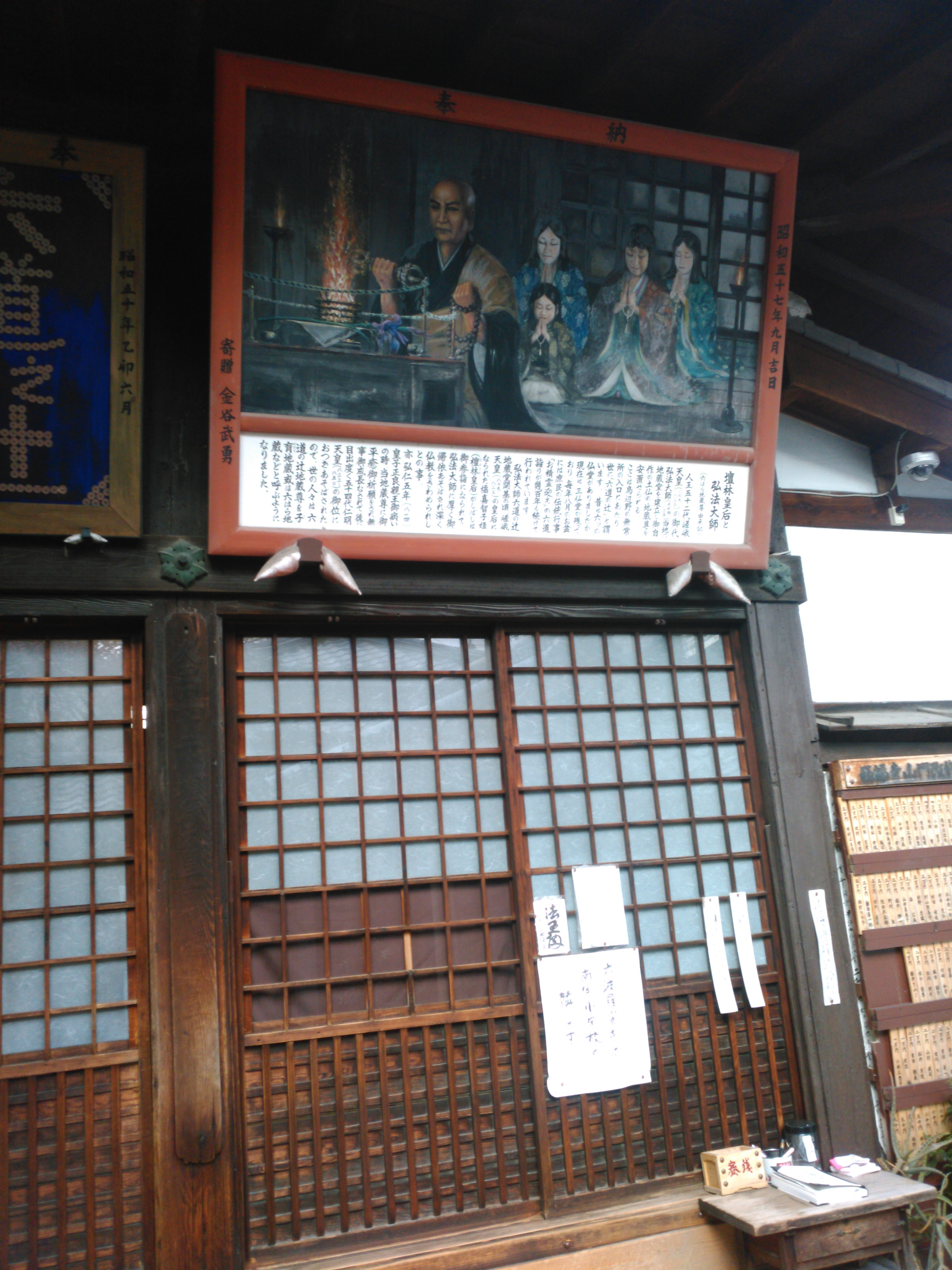
本堂
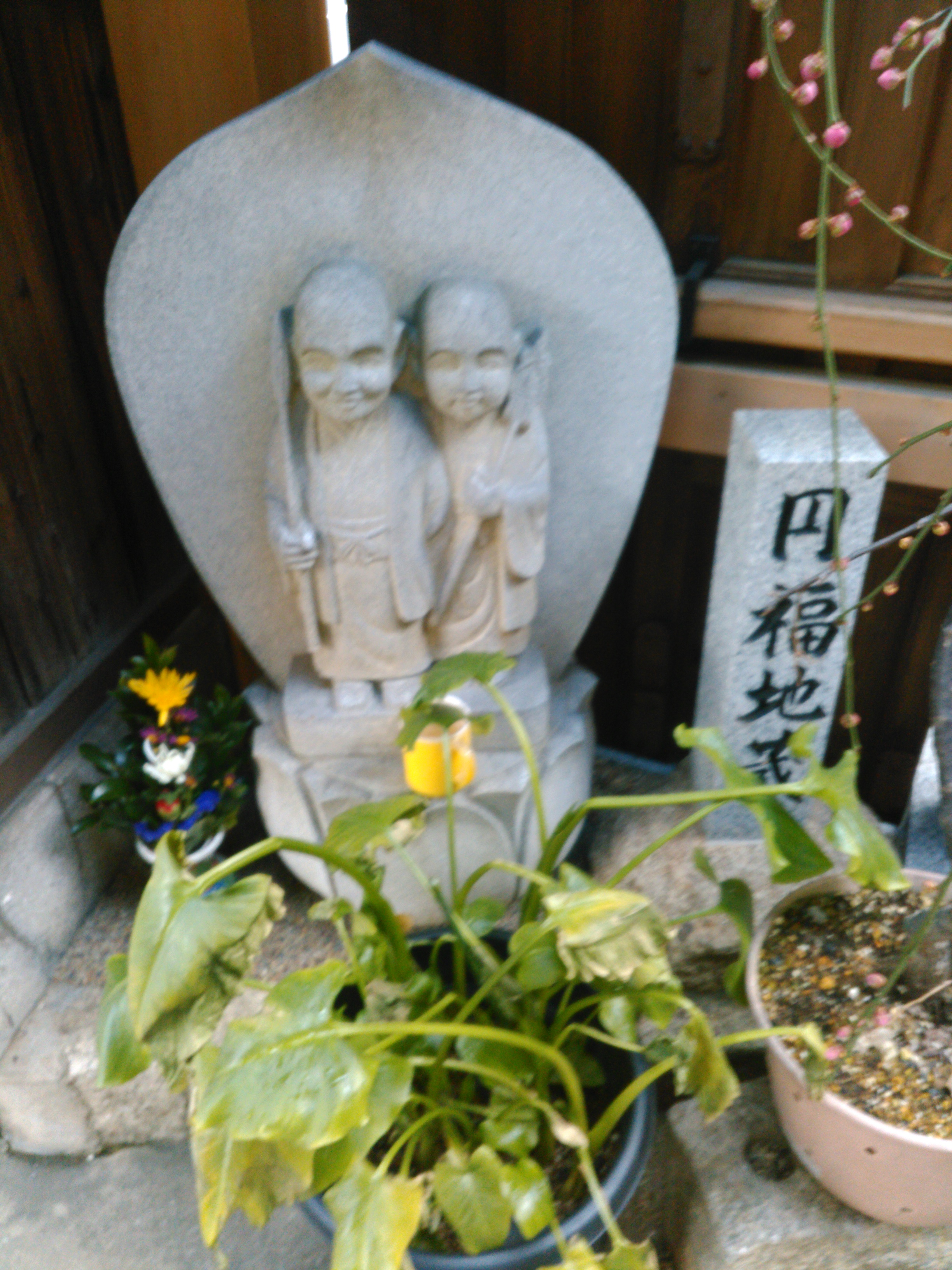
円福地蔵
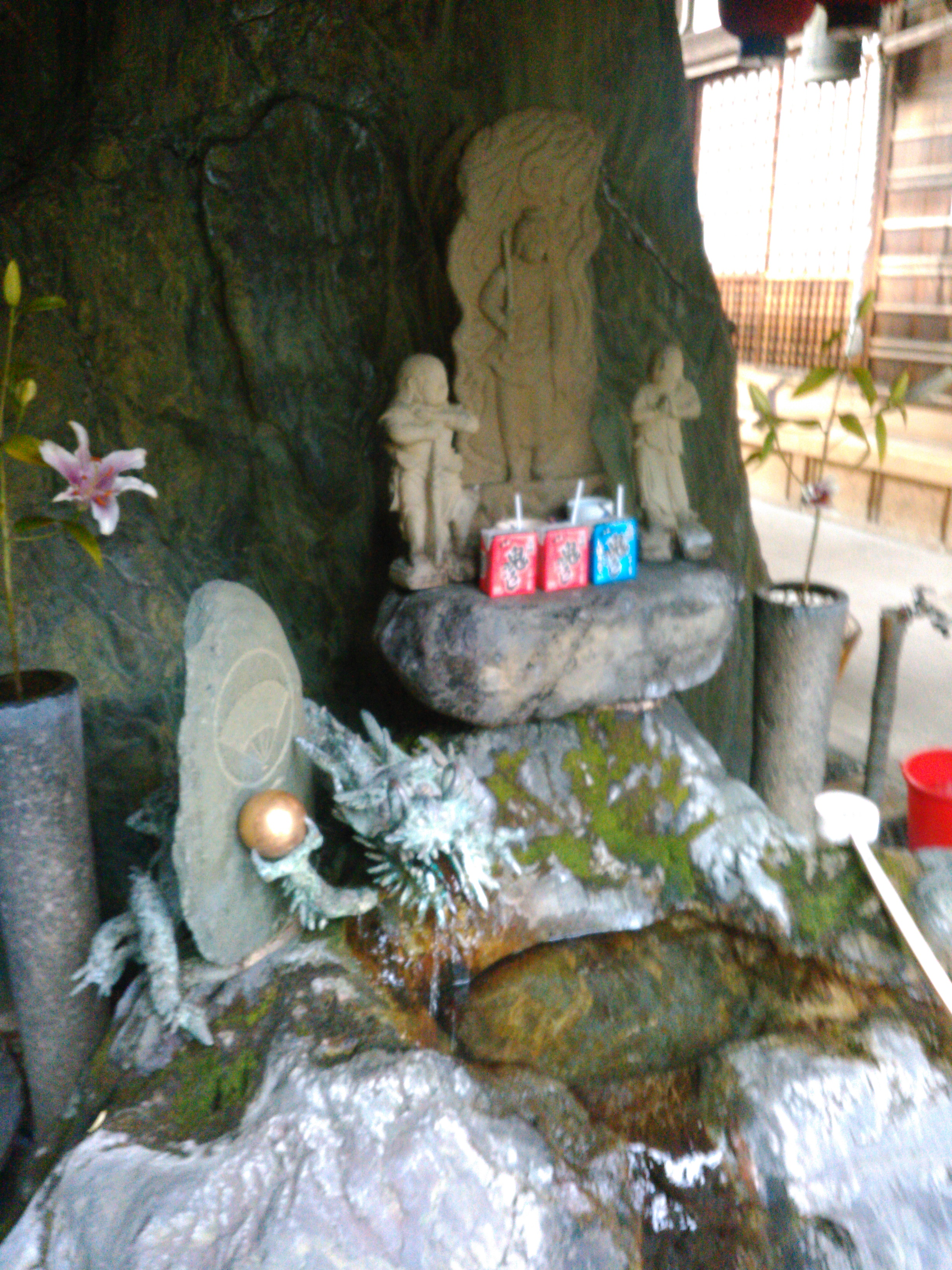
末廣地蔵尊
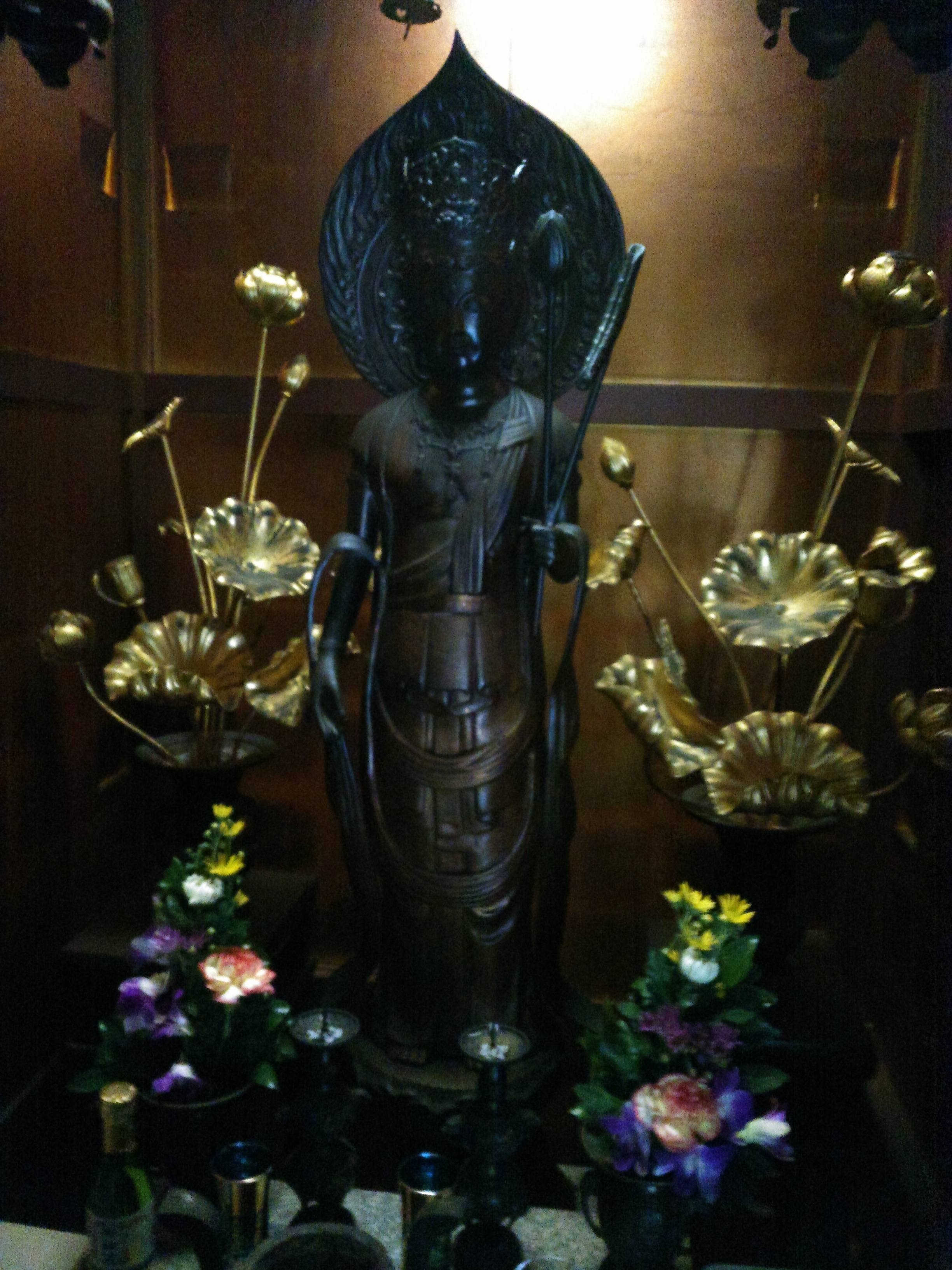
観音立像

## アクセス
- 市バス「五条坂」下車、徒歩約9分
- 京阪電車「清水五条駅」下車、徒歩約10分